# باش شابالید
باش شابالید (به لاتین: Baş Şabalıd) یک منطقه مسکونی در جمهوری آذربایجان است که در شهرستان شکی واقع شده است. باش شابالید ۸۱۵ نفر جمعیت دارد.